# Kálfanesborgir
Kálfanesborgir är en kulle i republiken Island. Den ligger i regionen Västfjordarna, 180 km norr om huvudstaden Reykjavík. Toppen på Kálfanesborgir är 120 meter över havet, eller 100 meter över den omgivande terrängen. Bredden vid basen är 2,2 km.
Trakten runt Kálfanesborgir är nära nog obefolkad, med mindre än två invånare per kvadratkilometer. Närmaste större samhälle är Hólmavík, nära Kálfanesborgir. Trakten runt Kálfanesborgir består i huvudsak av gräsmarker.